# 大脇崇
大脇 崇（おおわき たかし）は、日本の国土交通技官。国土交通省大臣官房技術参事官、国土交通省港湾局長、国土交通省大臣官房技術総括審議官、駐パナマ特命全権大使を経て、日本港湾協会理事長。

## 人物・経歴
三重県出身。1983年京都大学大学院工学研究科修了、運輸省入省。和歌山県土木部港湾課長を経て、2001年国土交通省港湾局建設課長補佐。2003年国土交通省港湾局付。2006年国土交通省港湾局計画課港湾計画審査官。2008年国土交通省北陸地方整備局港湾空港部長。2009年国土交通省港湾局技術企画課技術監理室長。2011年国土交通省港湾局技術企画課長。2013年国土交通省大臣官房技術参事官（港湾局担当）。2014年国土交通省港湾局長。2015年国土交通省大臣官房技術総括審議官。2016年三井住友海上火災保険顧問。2018年駐パナマ特命全権大使。2022年日本港湾協会審議役。同年日本港湾協会理事長、日本海難防止協会理事。